# Peder Severin Krøyer

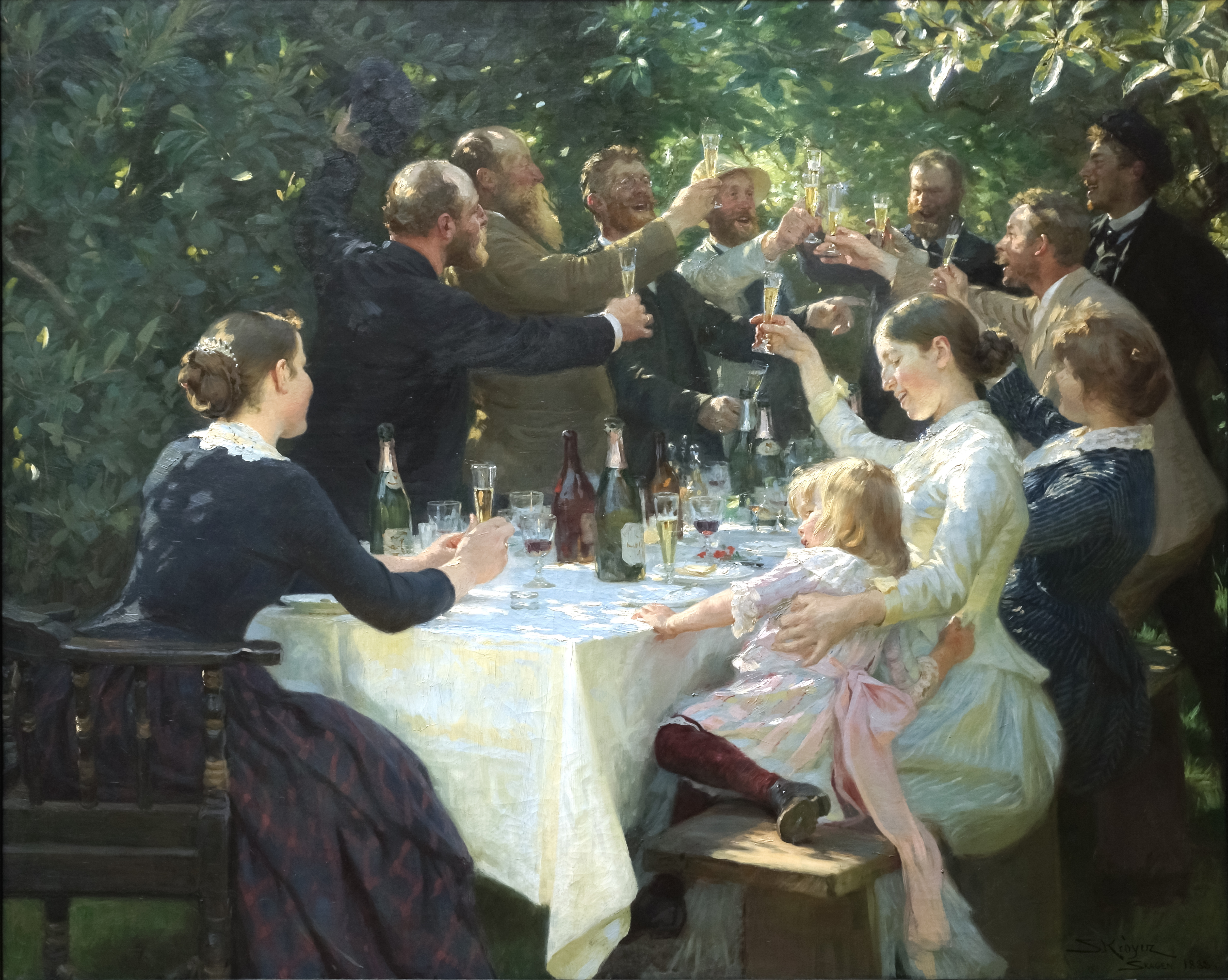
Hip hip hurra! Uczta artystów w Skagen, 1888

Peder Severin Krøyer znany też jako P.S. Krøyer (ur. 23 lipca 1851, zm. 21 listopada 1909) – duński malarz, związany z grupą artystów tworzących na przełomie XIX i XX wieku w Skagen (Malarze ze Skagen).

## Życiorys
Urodził się w Stavanger w Norwegii, studiował malarstwo w Królewskiej Duńskiej Akademii Sztuki w Kopenhadze. Debiutował w 1871 w Charlottenborgu portretem przyjaciela, malarza Fransa Schwartza. Przez całe życie wystawiał w Kopenhadze, gdzie mieszkał zimą, natomiast latem przenosił się do Skagen, na północnym cyplu Jutlandii. Wiele podróżował po Europie.
Krøyer uprawiał malarstwo plenerowe i portret. Głównym tematem jego prac były nadmorskie krajobrazy, rybacy przy pracy i wypoczywający nad morzem letnicy. Jego obrazy są popularne i wystawiane współcześnie, np. Hip hip hurra! Uczta artystów w Skagen z 1888 r. zostało uznane za najlepszy obraz w 2005 r., przez czytelników popularnej duńskiej gazety Berlingske Tidende.
Artysta zmarł przedwcześnie w 58. roku życia z powodu zaawansowanej kiły, której nie potrafiono jeszcze skutecznie leczyć. W ostatnich latach życia cierpiał też na poważne zaburzenia psychiczne.